# Holometer

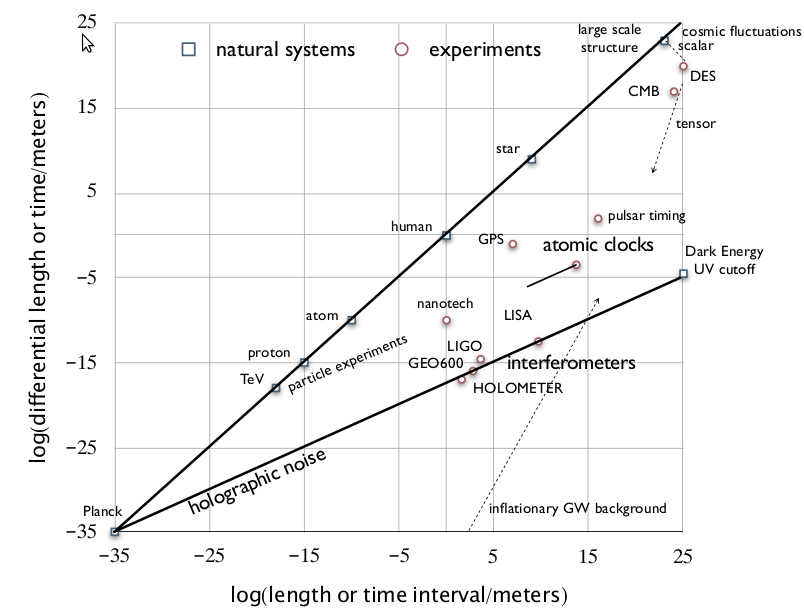
Grafik zur Darstellung des vorhergesagten holographischen Rauschens im Universum

Das Fermilab Holometer ist ein seit Ende August 2014 in Betrieb befindliches Laserinterferometer des Fermilabs in Illinois. Es soll das weltweit empfindlichste Laserinterferometer werden und somit die Empfindlichkeit der Experimente GEO600 und LIGO übertreffen. Theoretisch reicht seine Empfindlichkeit aus, holographische Fluktuationen der Raumzeit zu detektieren.
Nach Aussagen der Projektleiter soll das Holometer so empfindlich sein, dass es Fluktuationen des Lichts in der Größenordnung eines Attometers entdecken könne. Damit erreiche oder übertreffe es die Empfindlichkeit, die notwendig sei, im Bereich der kleinsten Größeneinheiten des Universums, der sogenannten Planck-Einheiten zu messen. Das Fermilab erklärt dazu: „Jedermann kennt heute verschwommene und verpixelte Bilder oder die Klangübertragungen voller Störgeräusche, die mit geringer Bandbreite im Internet assoziiert werden. Das Holometer sucht nach dem äquivalenten Rauschen oder den Störungen in der Realität selbst, die mit dem ultimativen Frequenzlimit assoziiert werden können, das die Natur selbst vorgibt.“
Craig Hogan, ein Astroteilchenphysiker am Fermilab, äußert sich über das Experiment, „Was wir suchen, erhoffen wir zu finden, wenn die Laser aus dem Gleichtakt kommen. Wir versuchen die kleinste Einheit im Universum zu entdecken. Das macht richtig Spaß, es ist so eine Art altmodisches Physikexperiment, wo man einfach nicht weiß, was am Ende rauskommt.“
Der Experimentalphysiker Hartmut Grote vom Max-Planck-Institut erklärt, dass – auch wenn er skeptisch sei, dass der Apparat die holografischen Fluktuationen des Universums zu entdecken in der Lage sei – wenn das Experiment erfolgreich ist, hätte es „einen sehr starken Einfluss auf eine der wichtigsten offenen Fragen in der fundamentalen Physik. Es wäre der erste Nachweis, dass die Raumzeit, die Grundlage des Universums, gequantelt ist“."
Die Hypothese, dass auf diese Weise das holografische Rauschen beobachtet werden könne, wurde dafür kritisiert, dass die dafür notwendigen theoretischen Grundlagen die Lorentz-Invarianz verletzten, wofür sich aber aus experimentelle Ergebnisse mittlerweile starke Einschränkungen ergeben, ein Aspekt.

## Das Experiment
Das Holometer besteht aus zwei (power-recycling mirror) Michelson-Interferometern, ähnlich den Instrumenten des LIGO Experiments. Die Interferometer können in zwei räumlichen Konfigurationen arbeiten, die als nested und back-to-back bezeichnet werden. Entsprechend Hogans Hypothese, sollten in der nested Konfiguration die Strahlenteiler der Interferometer gemeinsam im Gleichschritt seitlich zu wandern scheinen (die Verschiebung sollte also korreliert sein), während in der back-to-back Konfiguration das seitliche Verschieben der Strahlenteiler voneinander unabhängig, also unkorreliert erscheine. Das Vorhandensein oder das Nichtvorhandensein des korrelierten Verschiebungseffektes kann in jeder Konfiguration durch die Kreuzkorrelation der Ausgabe der Interferometer detektiert werden.
Erste Ergebnisse, mit denen Hogans Theorie einer diskreten Raumzeitstruktur mit hoher statistischer Signifikanz (4,6 Sigma) ausgeschlossen werden konnten, wurden am 3. Dezember 2015 veröffentlicht. Damit wurde festgestellt, dass die Raumzeit in der gemessenen Skala nicht quantisiert ist.

## Genauigkeit
Die vorausgesagten Bewegungen der Strahlteiler sollen sich aus {\displaystyle {\sqrt {lpL}}} ergeben, wobei lp die Planck-Länge und L 40 Meter (die Armlänge des Holometer) bedeutet, bei Frequenzen um wenige Megahertz. Das ist einer Bewegung von etwa 10 Attometer (10×10−18 Meter) in einer drittel Mikrosekunde gleichzusetzen und entspricht einem Versatz von etwa einem Millimeter pro Jahr, also etwa zehnmal langsamer als die Kontinentaldrift.